# Der eherne Reiter (Gedicht)
Der eherne Reiter (russisch Медный всадник/Medny wsadnik; wörtlich Der kupferne Reiter) ist ein Poem von Alexander Puschkin. Das 1833 geschriebene Poem erschien erstmals, nachdem es zunächst keine Druckerlaubnis erhalten hatte, auszugsweise 1834 und dann vollständig 1837. Es handelt vom Reiterstandbild des Zaren Peter der Große auf dem Sankt Petersburger Senatsplatz. Das Poem verlieh der bereits 1782 errichteten Figur ihren charakteristischen Beinamen.
Das Poem gilt als einer der wichtigsten Texte der russischen Literaturgeschichte. Es steht noch heute auf jedem russischen Lehrplan und gilt als begründendes Werk des Petersburger Textes.
Bei einer starken Überschwemmung der Newa kommt die Braut eines armen Beamten um. Er gibt die Schuld daran dem Zaren Peter I., der Petersburg am falschen Ort bauen ließ. Er droht und flucht seinem Denkmal, woraufhin dieses lebendig wird und den Beamten verfolgt, bis dieser wahnsinnig wird.
Mit „Der Eherne Reiter“ antwortete Puschkin auf Adam Mickiewiczs Invektiven (Beleidigungen) gegen den russischen Staat im Teil III des Dramenzyklus Totenfeier („Ustęp“).

## Vertonungen
Das Gedicht war Gegenstand zahlreicher Vertonungen, darunter:
- Nikolai Jakowlewitsch Mjaskowski: Zehnte Sinfonie in f-Moll op. 30
- Reinhold Moritzewitsch Glière: Ballett „Der eherne Reiter“ op. 89
- Boris Wladimirowitsch Assafjew: Oper „Der eherne Reiter“

## Ausgaben
- Der eherne Reiter Aus d. Russ. übers. von Rolf-Dietrich Keil (russisch und deutsch).  Novi gorod / St. Petersburg 1995. ISBN 5-88783-001-8.
- Der eherne Reiter.  Aus d. Russ. übers. von Rolf-Dietrich Keil. Mit Illustrationen von Alexander Benua. Insel Verlag, Frankfurt am Main / Leipzig 1999, ISBN 3-458-19195-X (Insel-Bücherei 1195).